# Тобіас Лаваль
Тобіас Лаваль (нім. Tobias Lawal, нар. 7 червня 2000, Лінц) — австрійський футболіст, воротар клубу ЛАСК (Лінц).

## Клубна кар'єра
Народився 7 червня 2000 року в Лінці в родині австрійки та батька-нігерійця. Вихованець футбольної школи місцевого клубу ЛАСК.
У дорослому футболі дебютував 2017 року виступами на правах оренди за «Вельс». З наступного року почав захищати кольори «Юніорса», фактично фарм-клубу рідного ЛАСКа. Відіграв за команду з Пашинга наступні п'ять сезонів своєї ігрової кар'єри.
Паралельно із цим, починаючи з 2020 року залучався і до складу головної команди ЛАСК (Лінц). Утім основним воротарем у рідному клубі став лише перед початком сезону 2023/24.

## Виступи за збірні
2018 року дебютував у складі юнацької збірної Австрії (U-19), загалом на юнацькому рівні взяв участь у 2 іграх.

## Статистика виступів

### Статистика клубних виступів
Станом на 3 грудня 2023
| Сезон             | Команда           | Чемпіонат         | Чемпіонат | Чемпіонат | Національний кубок | Національний кубок | Національний кубок | Континентальні кубки | Континентальні кубки | Континентальні кубки | Інші змагання | Інші змагання | Інші змагання | Усього | Усього | Усього |
| Сезон             | Команда           | Ліга              | Ігор      | Голів     | Ліга               | Ігор               | Голів              | Ліга                 | Ігор                 | Голів                | Ліга          | Ігор          | Голів         | Ігор   | Голів  |        |
| ----------------- | ----------------- | ----------------- | --------- | --------- | ------------------ | ------------------ | ------------------ | -------------------- | -------------------- | -------------------- | ------------- | ------------- | ------------- | ------ | ------ | ------ |
| 2018–19           | «Юніорс»          | 2Л                | 23        | -38       |                    | -                  | -                  |                      | -                    | -                    |               | -             | -             | 23     | -38    |        |
| 2019–20           | «Юніорс»          | 2Л                | 20        | -35       | КА                 | 1                  | -1                 |                      | -                    | -                    |               | -             | -             | 21     | -36    |        |
| 2020–21           | «Юніорс»          | 2Л                | 15        | -25       |                    | -                  | -                  |                      | -                    | -                    |               | -             | -             | 15     | -25    |        |
| 2021–22           | «Юніорс»          | 2Л                | 7         | -16       |                    | -                  | -                  |                      | -                    | -                    |               | -             | -             | 7      | -16    |        |
| 2022–23           | «Юніорс»          | РЛ                | 1         | 0         |                    | -                  | -                  |                      | -                    | -                    |               | -             | -             | 1      | 0      |        |
| 2020–21           | ЛАСК (Лінц)       | БЛ                | 2         | -4        | КА                 | 0                  | 0                  | ЛЄ                   | 0                    | 0                    |               | -             | -             | 2      | -4     |        |
| 2021–22           | ЛАСК (Лінц)       | БЛ                | 0         | 0         | КА                 | 0                  | 0                  | ЛК                   | 0                    | 0                    |               | -             | -             | 0      | 0      |        |
| 2022–23           | ЛАСК (Лінц)       | БЛ                | 7         | -9        | КА                 | 0                  | 0                  |                      | -                    | -                    |               | -             | -             | 7      | -9     |        |
| 2023–24           | ЛАСК (Лінц)       | БЛ                | 16        | -13       | КА                 | 1                  | 0                  | ЛЄ                   | 7                    | -12                  |               | -             | -             | 24     | -25    |        |
| Усього за кар'єру | Усього за кар'єру | Усього за кар'єру | 91        | -140      |                    | 2                  | -1                 |                      | 7                    | -12                  |               | -             | -             | 100    | -153   |        |